# Tri Nations 2001
Tri Nations 2001 war die sechste Ausgabe des jährlich stattfindenden Rugby-Union-Turniers Tri Nations. Zwischen dem 21. Juli und dem 1. September 2001 fanden sechs Spiele statt. Australien gewann das Turnier zum zweiten Mal in Folge. Das Team verteidigte auch den Bledisloe Cup, nachdem man beide Spiele gegen Neuseeland gewonnen hatte.

## Tabelle
|    | Land       | Spiele | Siege | Unent. | Ndlg. | Spiel- punkte | Diff. | Bonus- punkte | Tabellen- punkte |
| -- | ---------- | ------ | ----- | ------ | ----- | ------------- | ----- | ------------- | ---------------- |
| 1. | Australien | 4      | 2     | 1      | 1     | 81:75         | + 6   | 1             | 11               |
| 2. | Neuseeland | 4      | 2     | 0      | 2     | 79:70         | + 9   | 1             | 9                |
| 3. | Südafrika  | 4      | 1     | 1      | 2     | 52:67         | - 15  | 0             | 6                |

## Ergebnisse
| 21. Juli 2001 | Südafrika               | 3 : 12         | Neuseeland             | Newlands Stadium, Kapstadt Zuschauer: 49.720 Schiedsrichter: Scott Young (Australien) |
| 21. Juli 2001 | Straftritte: Montgomery | (3:12) Bericht | Straftritte: Brown (3) | Newlands Stadium, Kapstadt Zuschauer: 49.720 Schiedsrichter: Scott Young (Australien) |

| 28. Juli 2001 | Südafrika                                        | 20 : 15        | Australien                     | Loftus Versfeld Stadium, Pretoria Zuschauer: 50.000 Schiedsrichter: Dave McHugh (Irland) |
| 28. Juli 2001 | Versuche: Skinstad Straftritte: van Straaten (5) | (14:0) Bericht | Straftritte: Burke (4) Edmonds | Loftus Versfeld Stadium, Pretoria Zuschauer: 50.000 Schiedsrichter: Dave McHugh (Irland) |

| 11. August 2001 | Neuseeland                                                     | 15 : 23        | Australien                                                                | Carisbrook, Dunedin Zuschauer: 36.000 Schiedsrichter: Steve Lander (England) |
| 11. August 2001 | Versuche: Lomu, Wilson Erhöhungen: Mehrtens Straftritte: Brown | (5:10) Bericht | Versuche: Burke Strafversuch Erhöhungen: Burke (2) Straftritte: Burke (3) | Carisbrook, Dunedin Zuschauer: 36.000 Schiedsrichter: Steve Lander (England) |

| 18. August 2001 | Australien                            | 14 : 14       | Südafrika                                       | Subiaco Oval, Perth Zuschauer: 42.658 Schiedsrichter: Steve Walsh (Neuseeland) |
| 18. August 2001 | Versuche: Grey Straftritte: Burke (3) | (3:8) Bericht | Versuche: Andrews Straftritte: van Straaten (3) | Subiaco Oval, Perth Zuschauer: 42.658 Schiedsrichter: Steve Walsh (Neuseeland) |

| 25. August 2001 | Neuseeland                                                                        | 26 : 15        | Südafrika                     | Eden Park, Auckland Zuschauer: 45.000 Schiedsrichter: Peter Marshall (Australien) |
| 25. August 2001 | Versuche: Alatini Strafversuch Erhöhungen: Mehrtens (2) Straftritte: Mehrtens (4) | (13:9) Bericht | Straftritte: van Straaten (5) | Eden Park, Auckland Zuschauer: 45.000 Schiedsrichter: Peter Marshall (Australien) |

| 1. September 2001 | Australien                                                                    | 29 : 26        | Neuseeland                                                                   | Telstra Stadium, Sydney Zuschauer: 90.978 Schiedsrichter: Tappe Henning (Südafrika) |
| 1. September 2001 | Versuche: Kefu Latham Erhöhungen: Burke Flatley Straftritte: Burke (4) Walker | (13:9) Bericht | Versuche: Alatini Howlett Erhöhungen: Mehrtens (2) Straftritte: Mehrtens (4) | Telstra Stadium, Sydney Zuschauer: 90.978 Schiedsrichter: Tappe Henning (Südafrika) |

## Statistik

### Meiste erzielte Versuche
|    | Name         | Versuche | Land       |
| -- | ------------ | -------- | ---------- |
| 1. | Pita Alatini | 2        | Neuseeland |

### Meiste erzielte Punkte
|    | Name               | Punkte | Land       |
| -- | ------------------ | ------ | ---------- |
| 1. | Matt Burke         | 53     | Australien |
| 2. | Braam van Straaten | 39     | Südafrika  |
| 3. | Andrew Mehrtens    | 30     | Neuseeland |